# لايلي مورغان
لايلي مورغان (بالإنجليزية: Lyle Morgan)‏ هو لاعب كرة قدم أسترالية أسترالي، ولد في 15 يوليو 1887 في St Kilda, Victoria ‏ في أستراليا، وتوفي في 11 نوفمبر 1968 في موري في أستراليا.

## وصلات خارجية
- لايلي مورغان على موقع AustralianFootball.com (الإنجليزية)
- لايلي مورغان على موقع AFLtables.com (الإنجليزية)